# Liste der Kulturdenkmale in Katharinenheerd
In der Liste der Kulturdenkmale in Katharinenheerd sind alle Kulturdenkmale der schleswig-holsteinischen Gemeinde Katharinenheerd (Kreis Nordfriesland) und ihrer Ortsteile aufgelistet (Stand: 31. März 2025).

## Legende
In den Spalten befinden sich folgende Informationen:
- Objekt-ID: die Nummer des Kulturdenkmales
- Lage: die Adresse des Kulturdenkmales und die geographischen Koordinaten. Kartenansicht, um Koordinaten zu setzen. In der Kartenansicht sind Kulturdenkmale ohne Koordinaten mit einem roten Marker dargestellt und können in der Karte gesetzt werden. Kulturdenkmale ohne Bild sind mit einem blauen Marker gekennzeichnet, Kulturdenkmale mit Bild mit einem grünen Marker.
- Offizielle Bezeichnung: Bezeichnung des Kulturdenkmales
- Beschreibung: die Beschreibung des Kulturdenkmales
- Bild: ein Bild des Kulturdenkmales

## Sachgesamtheiten
| Objekt-ID      | Lage                                     | Offizielle Bezeichnung   | Beschreibung | Bild                             |
| -------------- | ---------------------------------------- | ------------------------ | --- | -------------------------------- |
| 51599 Wikidata | Grandweg 4 (54° 20′ 24″ N, 8° 49′ 56″ O) | Olufhof bzw. Drescherhof | Olufhof bzw. Drescherhof; Ensemble bestehend aus 1874 errichteter schiefergedeckter Haubargscheune mit bemalten Lootoren, zwei Grabplatten aus älteren Kontext und graftenumzogene Hofwarft, die sich in Hof-, Garten- und Koppelflächen untergliedert - Begründung: geschichtlich, Kulturlandschaft prägend - Schutzumfang: Haubargscheune, zwei Grabplatten, Hofwarft mit historischer Garten, Koppel, Hof (westlicher Bereich), Graften um die Hofwarft | BW                               |
| 40619 Wikidata | Kirchenweg (54° 20′ 5″ N, 8° 49′ 48″ O)  | Kirche St. Katharina     | Aktualisierung vorgesehen - Begründung: geschichtlich, künstlerisch, städtebaulich, Kulturlandschaft prägend - Schutzumfang: Kirche St. Katharina mit Ausstattung, Glockenhaus, Kirchhof, Grabmale bis 1870, Gruftbau 1796, Erdgruft südöstlich der Kirche, Kirchhofspforte | weitere Fotos \| Fotos hochladen |

## Bauliche Anlagen
| Objekt-ID     | Lage                                                 | Offizielle Bezeichnung               | Beschreibung | Bild                             |
| ------------- | ---------------------------------------------------- | ------------------------------------ | --- | -------------------------------- |
| 2377 Wikidata | Grandweg 4 (54° 20′ 25″ N, 8° 49′ 56″ O)             | Haubargscheune                       | Haubargscheune; 1874; über rechteckigem Grundriss mit Außenmauern aus Backstein errichtet, schiefergedecktes Walmdach, nach Westen drei Spitzgiebel über den Eingängen, Lootore mit figürlicher Malerei, im Inneren Vierkant aus sechs Kieferständern - Begründung: geschichtlich, Kulturlandschaft prägend - Schutzumfang: gesamtes Objekt - Denkmaltyp: Bauliche Anlage, Sachgesamtheit: Olufhof bzw. Drescherhof                                        | BW                               |
| 2375 Wikidata | Kirchenweg (54° 20′ 5″ N, 8° 49′ 47″ O)              | Kirche St. Katharina mit Ausstattung | Die evangelische Kirche wurde im 12. Jahrhundert erbaut. Der Dachreiter wurde 1794 errichtet. Im Inneren ein Gemäldeflügelaltar aus dem Jahr 1617. Die Taufe aus schwarzen Marmor stammt aus dem 15. Jahrhundert. Alteintragung (Aktualisierung vorgesehen) - Begründung: geschichtlich, künstlerisch, städtebaulich - Schutzumfang: Kirche St. Katharina mit Ausstattung, Glockenhaus - Denkmaltyp: Bauliche Anlage, Sachgesamtheit: Kirche St. Katharina | weitere Fotos \| Fotos hochladen |
| 2376 Wikidata | Martje-Flohrs-Straße 5 (54° 19′ 58″ N, 8° 50′ 25″ O) | Ehemaliger Kühl’scher Haubarg        | Der Ziegelbau ist mit einem Zahlenanker auf das Jahr 1693 datiert. Das Satteldach ist reetgedeckt. Alteintragung (Aktualisierung vorgesehen) - Begründung: geschichtlich, wissenschaftlich, künstlerisch, Kulturlandschaft prägend - Schutzumfang: gesamtes Objekt - Denkmaltyp: Bauliche Anlage | BW                               |
| 2539 Wikidata | Stolthusener Weg 5 (54° 19′ 40″ N, 8° 49′ 49″ O)     | Haubarg Spreckelshof                 | Haubarg Spreckelshof; 1841; Hofstelle auf E. 17. Jh. zurückgehend aus Haubarg und Nebengebäude, Haubarg nach Brand mit Vierkant aus sechs Ständern neu errichtet, älteres Nebengebäude eingeschossiger Backsteinbau mit Reetdach, rechteckige Warft - Begründung: geschichtlich, wissenschaftlich, Kulturlandschaft prägend - Schutzumfang: Haubarg Spreckelshof, Nebengebäude, Warft - Denkmaltyp: Bauliche Anlage                                        | BW                               |

## Gründenkmale
| Objekt-ID      | Lage                                    | Offizielle Bezeichnung | Beschreibung | Bild            |
| -------------- | --------------------------------------- | ---------------------- | --- | --------------- |
| 19583 Wikidata | Kirchenweg (54° 20′ 4″ N, 8° 49′ 48″ O) | Kirchhof               | Alteintragung (Aktualisierung vorgesehen) - Begründung: geschichtlich, Kulturlandschaft prägend - Schutzumfang: Kirchhof, Grabmale bis 1870, Gruftbau 1796, Erdgruft südöstlich der Kirche, Kirchhofspforte - Denkmaltyp: Gründenkmal, Sachgesamtheit: Kirche St. Katharina | Fotos hochladen |

## Quelle
- Liste der Kulturdenkmale in Schleswig-Holstein – Kreis Nordfriesland (PDF)

- Karte mit allen Koordinaten:
- OSM |
- WikiMap